# Rue de l'Aisne
Pour les articles homonymes, voir Rue d'Aumale.
La rue de l’Aisne est une voie du 19e arrondissement de Paris, en France.

## Situation et accès
La rue de l'Aisne est une voie publique située dans le 19e arrondissement de Paris. Elle débute au 13, quai de l’Oise et se termine au 28, rue de l’Ourcq.

## Origine du nom
Elle porte le nom de l'affluent de l'Oise, la rivière Aisne.

## Historique
Cette voie, ouverte en 1842, était alors une voie de l’ancienne commune de La Villette qui a été classée dans la voirie parisienne par un décret du 23 mai 1863.
Après avoir été dénommée « rue d'Aumale », elle a pris le nom de « rue de l’Aisne » par un arrêté du 3 septembre 1869, parce qu’il existait une autre rue d'Aumale, dans le 9e arrondissement de Paris.
On peut supposer que cette rue d'Aumale de la Villette rendait hommage comme celle de la partie plus ancienne de Paris à Henri d'Orléans (1822-1897), duc d’Aumale, un des fils de Louis-Philippe Ier (roi des Français de 1830 à 1848).